# サン・ゴデンツォ
サン・ゴデンツォ（伊: San Godenzo）は、イタリア共和国トスカーナ州フィレンツェ県にある、人口約1,000人の基礎自治体（コムーネ）。

## 地理

### 位置・広がり

#### 隣接コムーネ
隣接するコムーネは以下の通り。括弧内のFCはフォルリ＝チェゼーナ県、ARはアレッツォ県所属を示す。
- ディコマーノ
- ロンダ
- マッラーディ
- ポルティコ・エ・サン・ベネデット (FC)
- プラトヴェッキオ・スティーア (AR)
- プレミルクオーレ (FC)
- サンタ・ソフィーア (FC)

### 気候分類・地震分類
サン・ゴデンツォにおけるイタリアの気候分類 (it) および度日は、zona E, 2891 GGである。
また、イタリアの地震リスク階級 (it) では、zona 2 (sismicità media) に分類される。

## 行政

### 分離集落
サン・ゴデンツォには以下の分離集落（フラツィオーネ）がある。
- Casale, Castagneto, Castagno d'Andrea, Cavallino, Petrognano, San Bavello